# Arvorezinha
Arvorezinha est une municipalité de l'État du Rio Grande do Sul au Brésil.
Sa population était de 10 548 habitants en 2009, elle s'étend sur 271 643 km2. 
Elle fait partie de la Microrégion de Guaporé dans la Mésorégion du Nord-Est du Rio Grande do Sul.